# British Independent Film Awards 2005
La cerimonia di premiazione dell'8ª edizione dei British Independent Film Awards si è svolta il 30 novembre 2005 all'Hammersmith Palais di Londra ed è stata presentata dall'attore James Nesbitt.

## Vincitori e candidati
I vincitori sono indicati in grassetto.

### Miglior film indipendente britannico
- The Constant Gardener - La cospirazione (The Constant Gardener), regia di Fernando Meirelles
- A Cock and Bull Story, regia di Michael Winterbottom
- Lady Henderson presenta (Mrs Henderson Presents), regia di Stephen Frears
- The Descent - Discesa nelle tenebre (The Descent), regia di Neil Marshall
- The Libertine, regia di Laurence Dunmore

### Miglior regista
- Neil Marshall - The Descent - Discesa nelle tenebre (The Descent)
- Laurence Dunmore - The Libertine
- Stephen Frears - Lady Henderson presenta (Mrs Henderson Presents)
- Fernando Meirelles - The Constant Gardener - La cospirazione (The Constant Gardener)
- Michael Winterbottom - A Cock and Bull Story

### Premio Douglas Hickox al miglior regista esordiente
- Annie Griffin - Festival
- Gaby Dellal - On a Clear Day
- Laurence Dunmore - The Libertine
- Richard E. Grant - Wah-Wah
- Julian Jarrold - Kinky Boots - Decisamente diversi (Kinky Boots)

### Miglior sceneggiatura
- Frank Cottrell Boyce - Millions
- Jeffrey Caine - The Constant Gardener - La cospirazione (The Constant Gardener)
- Tim Firth e Geoff Deane - Kinky Boots - Decisamente diversi (Kinky Boots)
- Martin Hardy - A Cock and Bull Story
- Martin Sherman - Lady Henderson presenta (Mrs Henderson Presents)

### Miglior attrice
- Rachel Weisz - The Constant Gardener - La cospirazione (The Constant Gardener)
- Joan Allen - Yes
- Judi Dench - Lady Henderson presenta (Mrs Henderson Presents)
- Natasha Richardson - Follia (Asylum)
- Emily Watson - Wah-Wah

### Miglior attore
- Ralph Fiennes - The Constant Gardener - La cospirazione (The Constant Gardener)
- Johnny Depp - The Libertine
- Chiwetel Ejiofor - Kinky Boots - Decisamente diversi (Kinky Boots)
- Bob Hoskins - Lady Henderson presenta (Mrs Henderson Presents)
- Matthew Macfadyen - In My Father's Den

### Miglior attore o attrice non protagonista
- Rosamund Pike - The Libertine
- Rob Brydon - A Cock and Bull Story
- Tom Hollander - The Libertine
- Bill Nighy - The Constant Gardener - La cospirazione (The Constant Gardener)
- Kelly Reilly - Lady Henderson presenta (Mrs Henderson Presents)

### Miglior esordiente
- Emily Barclay - In My Father's Den
- Samina Awan - Love + Hate (Love + Hate)
- Thelma Barlow - Lady Henderson presenta (Mrs Henderson Presents)
- Alexander Nathan Etel - Millions
- Rupert Friend - The Libertine

### Miglior produzione
- Gypo, regia di Jan Dunn
- Guy X, regia di Saul Metzstein
- It's All Gone Pete Tong, regia di Michael Dowse
- Song of Songs, regia di Josh Appignanesi
- The Business, regia di Nick Love

### Premio Raindance
- Evil Aliens, regia di Jake West
- Billy Childish is Dead, regia di Graham Bendel
- Sam Jackson's Secret Video Diary, regia di Guy Rowland

### Miglior contributo tecnico
- Jon Harris (montaggio) - The Descent - Discesa nelle tenebre (The Descent)
- César Charlone (fotografia) - The Constant Gardener - La cospirazione (The Constant Gardener)
- Peter Christelis (montaggio) - A Cock and Bull Story
- Sandy Powell (costumi) - Lady Henderson presenta (Mrs Henderson Presents)
- Ben van Os (scenografia) - The Libertine

### Miglior documentario britannico
- The Liberace of Baghdad, regia di Sean McAllister
- Andrew and Jeremy Get Married, regia di Don Boyd
- Black Sun, regia di Gary Tarn
- McLibel, regia di Franny Armstrong e Ken Loach
- Sisters in Law, regia di Florence Ayisi e Kim Longinotto

### Miglior cortometraggio britannico
- Six Shooter, regia di Martin McDonagh
- Can't Stop Breathing, regia di Amy Neil
- Dupe, regia di Chris Waitt
- Pitch Perfect, regia di J Blakeson

### Miglior film indipendente straniero
- La caduta - Gli ultimi giorni di Hitler (Der Untergang), regia di Oliver Hirschbiegel • Germania
- Broken Flowers, regia di Jim Jarmusch • USA
- Crash - Contatto fisico (Crash), regia di Paul Haggis • USA
- Secuestro express, regia di Jonathan Jakubowicz • Venezuela
- The Woodsman - Il segreto (The Woodsman), regia di Nicole Kassel • USA

### Premio Richard Harris
- Tilda Swinton

### Premio Variety
- Keira Knightley

### Premio speciale della giuria
- Sandy Lieberson